# Topólka (gemeente)
De gemeente Topólka is een landgemeente in het Poolse woiwodschap Koejavië-Pommeren, in powiat Radziejowski.
De zetel van de gemeente is in Topólka.
Op 30 juni 2004 telde de gemeente 5050 inwoners.

## Oppervlakte gegevens
In 2002 bedroeg de totale oppervlakte van gemeente Topólka 102,92 km², waarvan:
- agrarisch gebied: 78%
- bossen: 9%

De gemeente beslaat 16,96% van de totale oppervlakte van de powiat.

## Demografie
Stand op 24 maja 2007:
| Omschrijving                   | Totaal | Totaal | Vrouwen | Vrouwen | Mannen | Mannen |
| ------------------------------ | ------ | ------ | ------- | ------- | ------ | ------ |
| eenheid                        | aantal | %      | aantal  | %       | aantal | %      |
| inwoners                       | 5050   | 100    | 2468    | 48,9    | 2582   | 51,1   |
| bevolkingsdichtheid (inw./km²) | 49,1   | 49,1   | 24      | 24      | 25,1   | 25,1   |

In 2002 bedroeg het gemiddelde inkomen per inwoner 3498zł.

## Sołetwa
Bielki, Borek, Chalno, Czamanin, Czamanin-Kolonia, Czamaninek, Galonki, Głuszynek, Kamieniec, Kamieńczyk, Kozjaty, Miłachówek, Orle, Paniewek, Paniewo, Sadłóg, Sadłóżek, Sierakowy, Świerczyn, Świerczynek, Topólka, Torzewo, Wola Jurkowa, Znaniewo.

## Overige plaatsen
Biele, Chalno-Parcele, Dębianki, Emilianowo, Iłowo, Jurkowo, Karczówek, Kolonia Chalińska, Miałkie, Opielanka, Rogalki, Rybiny, Rybiny Leśne, Świnki, Wyrobki, Zgniły Głuszynek, Żabiniec.

## Aangrenzende gemeenten
Babiak, Bytoń, Izbica Kujawska, Lubraniec, Osięciny, Piotrków Kujawski, Wierzbinek